# Мордино (Коми)
Мордино (коми Мордiн) — село в Корткеросском районе республики Коми, административный центр  сельского поселения Мордино.

## География
Расположено на правом берегу реки Локчим, примерно в 53 км по прямой на юг-юго-восток от районного центра села Корткерос.

## История
Упомянуто в 1707 году как починок Мордин на реке на Луке. В конце XVIII – XIX веков невдалеке от селения находился рудник Нювчимского завода. В XIX веке была построена каменная церковь Рождества Богородицы (не сохранилась), в 1887 году открылась школа, в 1913 году – амбулаторный пункт. В 1930 году в Мордино находились фельдшерско-акушерский пункт, школа, изба-читальня, ветеринарный пункт, потребительское общество, агентство госторга, участок милиции, сельсовет. Ведущая отрасль производства – лесная промышленность. Первая деревянная церковь была построена ещё в 1784 году.

## Население
Постоянное население  составляло 1435 человека (коми 35%, русские 49%) в 2002 году, 1095 в 2010 .